# Ajocomino
El ajocomino, ajo-comino o ajo comino es una preparación culinaria similar a un adobo o mole (salsa espesa), hecha básicamente de ajos, chiles y comino, en la que se guisa carne de pollo; también se usa carne de cerdo o de res, aunque típicamente se usan carnes blancas de ave de corral, como gallina, huilota o chachalaca.

## Preparación
Existen muchas variantes locales; aquí se describe una de las muchas recetas.
Se lavan y se desvenan los chiles, es decir, se le quita el rabillo y las semillas. Luego se pasan a un recipiente con agua caliente para rehidratarlos, y se licúan, junto con los dientes de ajo y el comino.
En un sartén con la manteca ya caliente se vierte la salsa y se rectifica de sal. Cuando eche un hervor, se agregan las piezas de carne, previamente cocidas, o bien se coloca la pieza en un plato y se baña en la salsa de ajocomino. Sírvase con arroz blanco, y/o frijoles.